# Bram Zeegers
Abraham (Bram) Zeegers (Amsterdam, 15 maart 1949 – aldaar, 9 oktober 2007) was een Nederlandse advocaat. Hij kreeg landelijke bekendheid tijdens de zaak Holleeder, waarin hij als getuige optrad. Daar legde hij verklaringen af over de afpersing van zijn cliënt Willem Endstra door Willem Holleeder. Zeegers overleed een week na zijn getuigenissen in de zaak-Holleeder.

## Biografie
Zeegers werd geboren in een gereformeerd gezin, als zoon van een advocaat. Hij studeerde rechten aan de Vrije Universiteit Amsterdam. Begin jaren zeventig werkte hij voor de Evangelische Omroep. Daarna werd hij advocaat in Amsterdam. Na een veroordeling wegens valsheid in geschrifte stapte hij in 1998 uit de advocatuur.
Zeegers was niet alleen de advocaat en vertrouwenspersoon van Willem Endstra, die hij sinds 1989 kende, hij was als zakenpartner ook betrokken bij Endstra's zakelijke activiteiten. Hij investeerde onder meer in Finoren Holding, waarin ook Endstra en Holleeder deelnamen.

## Overlijden
Zeegers overleed in de nacht van 8 oktober op 9 oktober 2007 op 58-jarige leeftijd onder verdachte omstandigheden. Zijn Braziliaanse vriendin Shirley, die op het moment in het pand aanwezig was, had het alarmnummer 112 gebeld. Zij gaf het verkeerde huisnummer en hierdoor kwam de politie aanvankelijk bij het verkeerde huis. Uiteindelijk wist de politie het juiste huisnummer te achterhalen. Na het forceren van de deur trof de politie Zeegers onaanspreekbaar in het bad in zijn woning aan. Reanimatie door ambulance- en brandweerpersoneel hielp niet meer.
De politie sloot een misdrijf niet uit en begon onmiddellijk een sporenonderzoek. Tevens werd door het Nederlands Forensisch Instituut (NFI) sectie verricht. In verband met het onderzoek naar de dood van Zeegers werd zijn vriendin aangehouden. Zij was aanvankelijk de enige verdachte in het politieonderzoek. Op 11 oktober maakte de Amsterdamse politie bekend dat Zeegers was overleden aan een overdosis MDMA in combinatie met overmatig alcoholgebruik. In verband hiermee werden drie personen aangehouden, onder wie een vader en een zoon die de MDMA hadden geleverd. Op 12 oktober 2007 werd het voorarrest van het drietal met twee weken verlengd. De vriendin van Zeegers kende Willem Holleeder en heeft zich mogelijk op verzoek van Holleeder aan Zeegers opgedrongen.
Zeegers werd beveiligd op basis van dreigingsanalyses die wegens zijn positie als getuige werden uitgevoerd. Hij zat aanvankelijk in een programma voor getuigenbescherming en zou een nieuwe identiteit krijgen en naar Australië verhuizen. In maart 2007 zag hij hier echter vanaf.
Zeegers werd op 18 oktober 2007 in kleine kring in Amsterdam begraven.